# Straßenbahn Kyōto

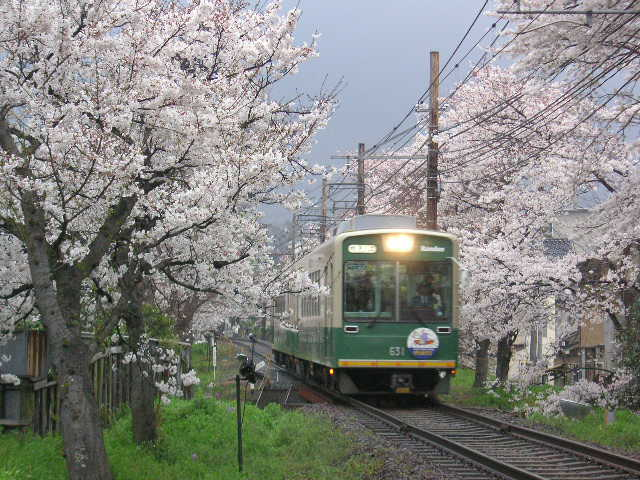
Wagen im „Kirschblütentunnel“

Netzentwicklung (gesamtes Stadtgebiet; durchgezogen = Bestand, unterbrochen/punktiert = stillgelegt)

Die Straßenbahn Kyōto ist das Straßenbahnnetz in Kyōto auf der Insel Honshū in Japan. Es wird durch die Privatgesellschaft Keifuku Denki Tetsudō K.K. (jap. 京福電気鉄道株式会社) unter der Bezeichnung Randen (嵐電) betrieben.
Es besteht aus zwei Linien, von denen die längere am Innenstadtrand an der Station Shijō-Ōmiya (四条大宮) beginnt und westwärts bis in den Vorort Arashiyama (嵐山) reicht. Nach etwa zwei Drittel der größtenteils abseits von Straßen geführten Strecke zweigt bei Katabira-no-tsuji (帷子ノ辻) in nordöstlicher Richtung die zweite, größtenteils eingleisige Strecke bis Kitano-Hakubaichō (北野白梅町) ab. Sie ist besonders zur Kirschblüte wegen des begleitenden Baumbestandes ein beliebtes Ausflugsziel.
Angelegt wurde das Netz 1910 mit der südlichen Strecke; der Nordast wurde 1925/26 errichtet und reichte bis 1958 noch etwa 500 m weiter zum Kitano Tenman-gū. Dieser Abschnitt wurde daraufhin von der Stadt übernommen und 1976 eingestellt.
Zwischen 1929 und 1944 gab es zudem eine Eisenbahnlinie von Arashiyama nordwärts nach Kiyotaki (清滝).
Potentielle Erweiterungen – insbesondere die angedachte Verlängerung des Nordastes über die Imadegawa-dōri (今出川通) bis zu den dortigen Universitäten – kamen bisher nicht über das Planungsstadium hinaus.
Der Fuhrpark besteht ausschließlich aus hochflurigen Einzelwagen, von denen insgesamt 27 zur Verfügung stehen und die zumeist paarweise zusammengekuppelt zum Einsatz kommen.
Durch die Hochbahnsteige an allen Stationen ist überall ein barrierefreier Einstieg möglich.